# نصف‌النهار ۸ درجه غربی
نصف‌النهار ۸ درجه غربی ۸مین نصف‌النهار غربی از گرینویچ است که از لحاظ زمانی 0ساعت و 32دقیقه با گرینویچ اختلاف زمانی دارد.
این نصف‌النهار از قطب شمال شروع و از مناطق زیر گذشته و به قطب جنوب ختم می‌شود.
- قاره آفریقا